# شونو آندر تریستینگ
شونو آندر تریستینگ (به آلمانی: Schönau an der Triesting) یک منطقهٔ مسکونی در اتریش است که در ناحیه بادن واقع شده‌است. شونو آندر تریستینگ ۱٬۸۷۹ نفر جمعیت دارد.

## خواهرخوانده
شهر فلوورن-وینتسلن خواهرخواندهٔ شونو آندر تریستینگ هست.